# Parafia Matki Bożej Królowej Polski w Wólce Niedźwiedzkiej
Parafia Matki Bożej Królowej Polski w Wólce Niedźwiedzkiej − parafia rzymskokatolicka znajdująca się w diecezji rzeszowskiej w dekanacie Sokołów Małopolski. Erygowana 15 grudnia 1927 roku.
Do 25 marca 1992 roku należała do diecezji przemyskiej..

## Zasięg parafii
Do parafii należą wierni z Wólki Niedźwiedzkiej, części Wólki Sokołowskiej i Górna.